# Мартин Опавский
Мартин Опавский, или Мартин Поляк, он же Мартин фон Троппау (пол. Marcin z Opawy; лат. Martinus Oppaviensis, Martinus Polonus, нем. Martin von Troppau; между 1215 и 1220, Опава — 23 декабря 1279, Болонья) — средневековый хронист, монах-доминиканец, архиепископ гнезненский (1278).

## Биография
Сведений о жизни его немного, практически все они содержатся в предисловиях к его трудам, нескольких документах из папской канцелярии, а также адресованном ему письме монаха Гиацинта из доминиканского конвента в Праге. Известно лишь, что он родился в Силезии близ города Опавы (нем. Троппау), в годы его юности относившегося к архиепархии Оломоуца и подчинявшегося Моравской марке, а в 1269 году ставшего центром Опавского княжества. Утверждения, что он являлся представителем польского дворянского рода Штребских (пол. Strebski) герба Бодула, и окончил один из европейских университетов, не получили достаточных документальных подтверждений. Вероятнее всего, что он являлся силезцем или чехом, прозвище же «Поляка» (лат. Polonus) присвоил ему в начале XIV века хронист Доминиканского ордена Варфоломей Луккский.
Достоверно установлено лишь, что он получил богословское образование в Праге, в старейшем чешском доминиканском монастыре Святого Климента (Старе-Место), где и был пострижен, прежде чем отправиться к папскому двору в Рим с целью подтверждения привилегий своей обители. Встречающиеся в его сочинениях указания на хорошее знание им географии Южной Франции заставляют предполагать, что он мог учиться в Монпелье или Тулузе.
Своим покровителем он называл доминиканского теолога, кардинала-священника и верховного пенитенциария Гуго Сен-Шерского (1200—1263). Существует гипотеза, что он также поддерживал контакты с такими видными богословами своего ордена, как Альберт Великий, Фома Аквинский и Вильгельм из Мёрбеке.
В некоторых документах его именуют «магистром», хотя сам он никогда не называл себя таковым. Тем не менее, учёность его принесла известность как в доминиканском ордене, так и в Римской курии. В 1261 году он стал капелланом и младшим пенитенциарием (лат. poenitentiarius minor) папы римского Александра IV, сохранив эти должности в годы понтификата нескольких последующих глав римско-католической церкви.
22 июня 1278 года по рекомендации папы Николая III был призван на пост архиепископа гнезненского.
После некоторой задержки в Италии отправился в Польшу, однако по дороге из Италии в Гнезно, умер в Болонье, так и не добравшись до своей родины.
Похоронен в Болонье в базилике Св. Доминика.

## Труды
По просьбе папы Климента IV написал всеобщую историю — «Хронику пап и императоров» (лат. Chronicon pontificum et imperatorum), охватывавшую события со времён Христа до 1277 года и ставшую одним из наиболее популярных исторических сочинений вплоть до позднего средневековья, несмотря на отсутствие авторских оценок, сухость языка и массу исторических погрешностей.
Основными источниками для неё послужили «История Рима от основания города» Тита Ливия (кон. I в. до н. э.),  «Церковная история» Евсевия Кесарийского с продолжением Руфина Аквилейского (нач. V в.), «История против язычников» Павла Орозия (417), «Римская история» Павла Диакона (769), «Liber de vita christiana» Бонизо из Сутри (кон. XI в.), «Хроника» Ришара из Пуату (1173—1174), «Схоластическая история» Петра Коместора (около 1177 г.), «Liber Pontificalis» в продолжении кардинала Бозо (ум. 1181), анонимная «Кёльнская королевская хроника» конца XII века, с дополнениями до середины XIII века, «Императорские досуги» Гервасия Тильберийского (1212), «Всемирная хроника» Сикарда из Кремоны (1213), «Золотая легенда» Якова Ворагинского (1260), трактат «О семи дарах Св. Духа» Этьена де Бурбона (1261), «Великое зерцало» Винсента из Бове (1264), а также «Всемирная хроника» Жеро из Фраше (1266). Наряду с реальными фактами истории, сочинение это содержит немало легенд, наиболее известной из которых является предание о якобы жившей в IX столетии и возглавлявшей одно время Святой престол «Папессе Иоанне».
«Хроника пап и императоров» Мартина Опавского получила широкое распространение вскоре после смерти её автора и сохранилась почти в 500 рукописях XIII—XVI веков. Популярность её была такова, что спустя долгое время после смерти автора любую всемирную историческую хронику порой называли «Martinus».
Впервые она была впервые напечатана в 1477 году в Турине под названием «Martini Poloni Chronicon summorum Pontificum et Imperatorum», а в 1488 году выпущена в Праге в чешском переводе под заглавием «Martiniany t. g. Rymska kronika». В 1507 году её опубликовал в Париже известный книготорговец и издатель Антуан Верар в переводе на французский Себастьена Мамро. В 1559 году в Базеле вышел её заново отредактированный латинский текст, и в дальнейшем она выдержала немало переизданий.
Лучшее академическое издание было подготовлено в 1872 году в Ганновере немецким историком Людвигом Вейландом для XXII тома «Monumenta Germaniae Historica» (с. 377—475).
Перу Мартина Опавского принадлежит также схоластический сборник «Sermones de tempore et de sanctis», сохранившийся в 20 рукописях и содержащий 321 проповедь и более 200 exempla, а также пособие по каноническому праву «Tabula Martiniana Decreti», или «Margarita Decreti», дошедшее до нас более чем в 120 манускриптах и включающее 787 имён, названий и терминов в алфавитном порядке. Ему приписывали авторство ещё трёх сочинений, «О разных чудесах» (лат. De diversis miraculis), «О раскольнической церкви греков» (лат. De schismate ecclesiae Graecorum) и «История гвельфов» (лат. Historia de Guelfis), рукописи которых не сохранились. Считается, что он также принимал участие в создании сборника папских биографий Liber Pontificalis.

## Список сочинений
- Chronicon pontificum et imperatorum;
- Sermones de tempore et de sanctis;
- Tabula Martiniana Decreti;
- Liber Pontificalis